# Boursin (kaas)
Boursin is een Franse kaas die van oorsprong uit Normandië afkomstig is. Het is een verse kaas waarin room en knoflook zijn vermengd.
De kaas komt voort uit de Franse traditie om bij het brood roomkaas te eten. Daar werden ook kruiden bij geserveerd. Ieder maakte zo zijn kruidenkaas. François Boursin heeft het idee in 1963 omgezet in een industrieel product. Boursin was lang een familiebedrijf dat bestuurd werd door François met zijn zoon en kleinzoon.
Boursin wordt gemaakt van verse kaas en vers gestremde wrongel, en wordt vermengd met room voor de smeuïgheid. Daaraan kunnen vervolgens eventueel kruiden toegevoegd worden. Om een constante kwaliteit te garanderen wordt wel gebruikgemaakt van industrieel verwerkte kaas: gestandaardiseerde kaas met toevoeging van een standaard hoeveelheid melk en room. Boursin wordt anno 2007 geproduceerd in Pacy-sur-Eure in Normandië.
Sinds 1990 werd Boursin geproduceerd door een dochtermaatschappij van Unilever, maar op 5 november 2007 kondigde Unilever in een persbericht aan dat het bedrijf voor 400 miljoen euro aan Le Groupe Bel verkocht zou worden. Boursin had op dat moment een jaaromzet van 100 miljoen euro (waarvan ongeveer de helft in Frankrijk) en 150, grotendeels productie-, medewerkers.
Er zijn verschillende variaties op de markt. De bekendste is de klassieke Boursin Ail & Fine Herbes. Aan de verse kaas worden bij lage temperatuur knoflook, bieslook en peterselie toegevoegd.
Boursin kent nu een aantal variëteiten:
- Boursin verse kaas
  - Nature – verse kaas zonder toevoegingen
  - Poivre - verse kaas met veel gemalen zwarte peper
  - Ail & fine herbes – klassiek, met knoflook en kruiden
  - Échalote & ciboulette - met sjalot en bieslook
  - Light – een light versie met minder vet, minder room en dus meer vocht
- Boursin Cuisine, kaas gebruikt om mee te koken, met extra toegevoegde room
  - Knoflook en Fijne kruiden
  - Drie Pepers
  - Tomaat en Mediterrane kruiden